# Buono regalo

Illustrazione fittizia di una carta regalo per Wikipedia dal valore di 100 euro.

Il buono regalo o carta regalo è una sorta di voucher, prepagato e acquisito da un soggetto che ne fa dono a favore di altri (da qui il termine "regalo"), utilizzabile per fare acquisti o effettuare consumazioni presso specificati esercenti. Si tratta di un titolo di legittimazione al portatore che viene emesso da un operatore del commercio e che è spendibile negli esercizi pubblici convenzionati oppure diretta espressione dell'emittente.
Tramite il buono non si ha diritto ad un semplice sconto ma a ricevere/utilizzare un prodotto o ad usufruire di un servizio. Esempi: prodotti (abbigliamento, articoli domestici, libri, e le più disparate categorie di merce) o servizi (viaggi, consumazioni, vacanze, visite, noleggi, ecc).

## Caratteristiche
I buoni possono essere sia nominativi sia al portatore. Sono sia emessi dai grandi player del commercio oppure, direttamente, da un esercente/professionista. In questo caso l'emittente coincide con l'affiliato. Similmente, chi lo acquista (cliente) non  coincide con il beneficiario (utilizzatore), essendo appunto un regalo. Tipicamente, in quelli offerti dalle aziende ai collaboratori (o ai clienti/fornitori), cioè in ambito professionale, cliente e beneficiario sono chiaramente distinti.
Possono contenere un importo fisso o a discrezione del cliente che le acquista per regalarle. Ogni carta regalo ha una data di scadenza oltre la quale non può essere più utilizzata. A seconda dei casi, può essere impiegata in più soluzioni o in un'unica soluzione.
Le carte regalo vengono anche utilizzate da enti pubblici e imprese per programmi di incentivi di vendita, per regali o promozioni riservate agli addetti, clienti e fornitori o come premio in concorsi o raccolte a punti.

Concretamente possono consistere in un biglietto o un biglietto elettronico; spesso, quando sono materiali, sono contenuti in cofanetti insieme ad altri documenti (brochure).

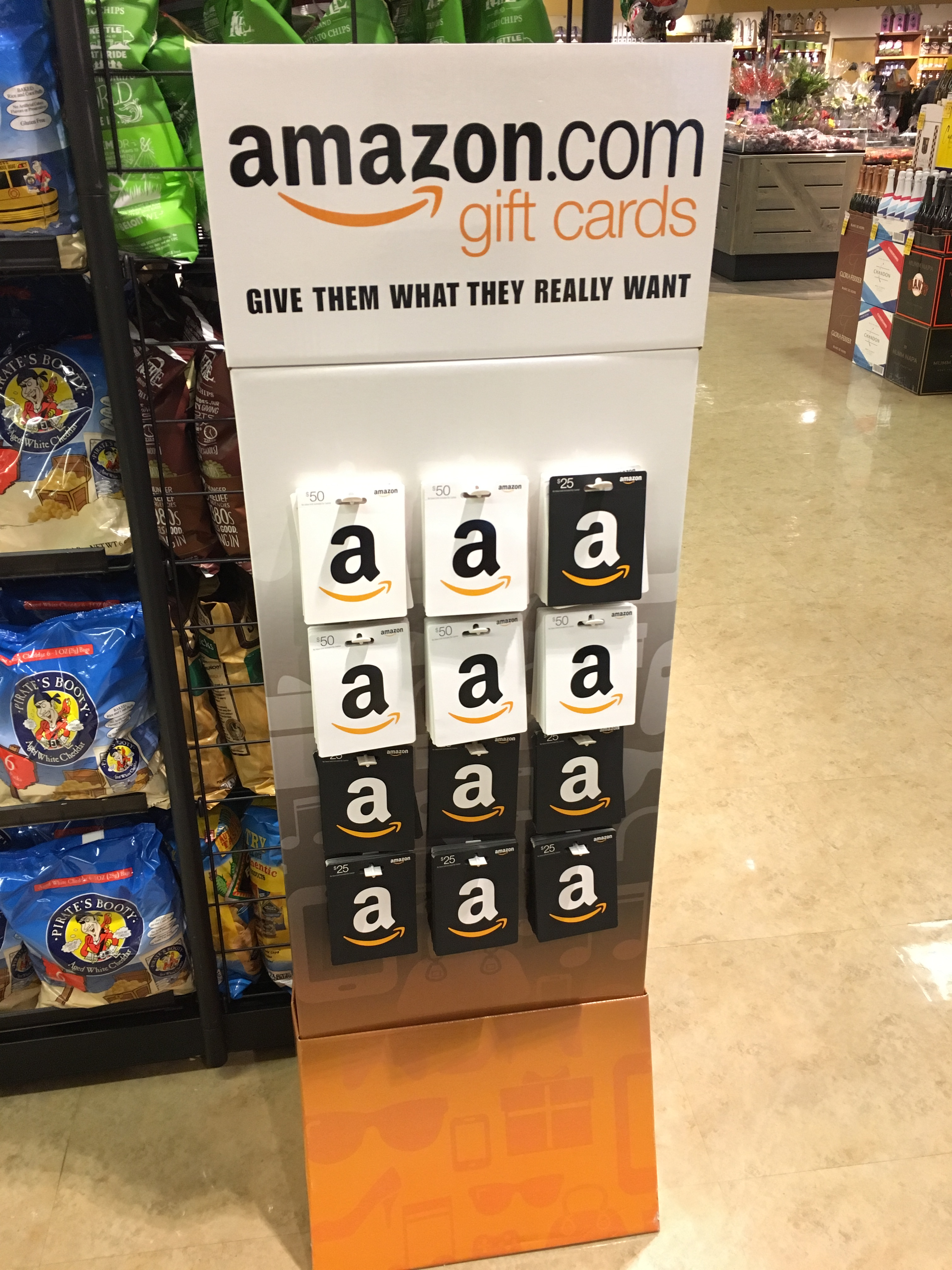
Uno stand di carte regalo per i servizi di Amazon.com

Il buono regalo non esiste solo per i consumi o le spese di prodotti materiali ma anche per l'erogazione di servizi (ad esempio il biglietto per la ricarica del credito telefonico o per ricevere un trattamento estetico).

## In Italia
La normativa IVA su tali strumenti è particolare e si può prestare a errati giudizi. Tali buoni regalo (cofanetti o digitali acquistati sulle piattaforme web delle società del settore) presuppongono un contratto di mandato (con una provvigione a carico regolarmente fatturata all'affiliato) tra società che emette il buono e l'esercente/professionista che fornisce il prodotto o eroga il servizio. Tra questi e l'acquirente invece esisterà un normale contratto di vendita o di prestazione o di somministrazione. In cambio del ricevimento del buono questi devono rilasciare regolare documento fiscale all'acquirente il buono (o all'utilizzatore-quando le due figure non coincidono-come nel caso delle aziende o dei privati che regalano i buoni), con dicitura "pagamento avvenuto tramite buono codice/numero X"), che servirà poi per ottenere il rimborso da parte della società emittente (a cui l'esercente/professionista si è affiliato), che quindi procederà a pagare l'affiliato (a meno della provvigione trattenuta), previa presentazione di fattura emessa dall'affiliato per ottenere il rimborso (non avendo ricevuto danaro da parte dell'acquirente o utilizzatore) . Si noti che tra società emittente il buono e acquirente non c'è rapporto commerciale,  ma unicamente finanziario, pertanto emette un documento fuori campo IVA. Gli extra rispetto al buono sono pagati dall'utilizzatore all'affiliato (che rilascerà regolare scontrino/ricevuta o fattura se richiesta in cambio del denaro incassato).
Quanto sopra descritto serve anche a far comprendere le motivazioni per le quali è del tutto fiscalmente corretto che il buono acquistato non sia un documento IVA: è un documento di legittimazione finanziaria e non un ordinario scontrino/ricevuta. Similmente, è corretto che l'esercente rilasci scontrino/ricevuta (IVA esente) all'utilizzatore, senza ricevere denaro, che citi il riferimento del buono. A parte questo passaggio (la fruizione del buono da parte dell'utilizzatore) tutti gli altri (emittente-affiliato-cliente) sono fuori campo IVA (essendo scambi di natura finanziaria e non commerciale/professionale: in pratica un mero scambio monetario equivalente al valore facciale del voucher).